# Ytre Laksholmen
Ne doit pas être confondu avec Laksholmen.
Ytre Laksholmen est une île norvégienne du comté de Hordaland appartenant administrativement à Kjerrgarden.

## Description
Rocheuse et désertique, elle s'étend sur environ 276 m de longueur pour une largeur approximative de 103 m.